# Швейцарский национальный парк
Швейцарский национальный парк (нем. Schweizerischer Nationalpark, фр. Parc National Suisse, итал. Parco Nazionale Svizzero, романш. Parc Naziunal Svizzer) — находится на востоке Швейцарии в районе долины Энгадин (нем. Engadin, романш. Engiadina). На настоящий момент это единственный национальный парк в Швейцарии.
Основан 1 августа 1914 года на территории размером 172,4 км², парк включает в себя территорию Альп на высотах между 1 400 и 3 174 метров над уровнем моря. Территория, на которой он находится, была полностью освоена человеком к 1909 году: проводилась повальная вырубка лесов, нещадно использовались небогатые природные ресурсы. К 1914 году было принято решение полностью запретить хозяйственную деятельность человека на данной территории и проследить способность природы к самовосстановлению. 1 августа 2000 года к территории парка было присоединено озёрное плато Макун (романш. Lais da Macun, нем. Macun Seenplatte). Никаких природовосстановительных мероприятий на территории парка не проводилось. В настоящее время порядка 150 тысяч человек в год посещают парк.

## Факты
Дата основания: 1 августа 1914 года.

Площадь: 172,4 км²

Высоты: 1 400 — 3 174 м

Территориальная структура парка: 

- 28 % хвойные леса
- 21 % альпийские луга
- 51 % скалы без растительности (осыпи, камни, т. п.)

Туристические тропы: 21 тропа длиной 80 км. (Оставаться на ночёвку на территории парка запрещено, за исключением отеля Иль Фуорн (романш. Il Fuorn) и хижины Чаманна Клуоцца (романш. Chamanna Cluozza).)

Центральный информационный офис Швейцарского национального парка находится в Цернеце.